# Ivjana Banić
Ivjana Banić, slovenska radijska voditeljica, * 8. marec 1983, Novo mesto.
Ivjana je končala Ekonomsko fakulteto v Ljubljani.
Leta 2007 je začela delati na Radiu 1 kot voditeljica jutranjega, kasneje dopoldanskega sedaj popoldanskega programa. Trenutno vodi dopoldanski program. V letu 2011 je nekaj časa vodila oddajo TIMEOUT na Šport TV.